# G.B.H.
Pour les articles homonymes, voir GBH.
G.B.H. est une série télévisée de sept épisodes écrite par Alan Bleasdale et diffusée en 1991 par Channel 4. Elle décrit l'affrontement entre Michael Murray (joué par Robert Lindsay), maire d'une ville du nord de l'Angleterre, et Jim Nelson (joué par Michael Palin), directeur d'une école pour enfants en difficulté. La série a été couronnée par deux BAFTA TV Awards, un RTS Television Award et deux Broadcasting Press Guild Awards.

## Synopsis
L'histoire se déroule à la fin de l'ère Thatcher. Michael Murray (Robert Lindsay) est le maire nouvellement élu d'une ville non mentionnée du nord de l'Angleterre. Démagogue et ambitieux, il semble être mu par des événements mystérieux et tragiques survenus pendant son enfance. Il est approché par des membres de la tendance Militant  du Parti travailliste, qui lui proposent de se faire un nom à l'échelle nationale en exploitant le mécontentement ouvrier face à la politique du gouvernement. Murray décrète une journée d'action générale sur sa ville, mais ses partisans oublient d'installer un piquet de grève devant l'école pour enfants difficiles dirigée par Jim Nelson (Michael Palin), qui ouvre son établissement comme à l'accoutumée. L'incident est monté en épingle par la presse. Furieux, Murray veut forcer Nelson à fermer mais celui-ci, de tendance travailliste modérée, refuse par principe. Un bras de fer entre les deux hommes s'ensuit, compliqué par l'arrivée d'une belle et mystérieuse inconnue (Lindsay Duncan) aux charmes de laquelle Murray n'est pas insensible.
La série comprend sept épisodes de longueur variable ; les retransmissions adoptent parfois un découpage en dix épisodes d'une heure. Le format initial est le suivant :
1. It Couldn't Happen Here (« Ça ne pourrait pas arriver ici »)
2. Only Here on a Message (« C'est seulement pour un message »)
3. Send a Message to Michael (« Envoyez un message à Michael »)
4. Message Sent (« Message envoyé »)
5. Message Received (« Message reçu »)
6. Over and Out (« Terminé ! »)

## Distribution
- Michael Angelis : Martin Niarchos
- Peter-Hugo Daly : « Bubbles » McGuire
- Paul Daneman : Mervyn Sloan
- Lindsay Duncan : Barbara Douglas
- Anna Friel : Susan Nelson
- Tom Georgeson : Lou Barnes
- Dearbhla Molloy : Laura, épouse de Jim Nelson
- Robert Lindsay : Michael Murray
- Daniel Massey : Grosvenor
- Jimmy Mulville : enquêteur
- Michael Palin : Jim Nelson
- Clifford Rose : Judge Critchley
- Andrew Schofield : Peter Grenville
- John Shrapnel : Dr Jacobs
- Gareth Tudor Price : Richard Grenville
- Julie Walters : Mme Murray mère
- Philip Whitchurch : Franky Murray

## Récompenses
BAFTA TV Awards
- Meilleur acteur : Robert Lindsay
- Meilleure musique originale pour la télévision : Richard Harvey et Elvis Costello
- Meilleure actrice (nomination) : Lindsay Duncan
- Meilleur serial dramatique (nomination) : David E. Jones, Alan Bleasdale et Robert Young
- Meilleur montage - Fiction (nomination) : Anthony Ham, Oral Norrie Ottey
- Meilleure photographie - Fiction (nomination) : Peter Jessop
- Meilleure création des décors (nomination)
- Meilleur maquillage (nomination)

Broadcasting Press Guild Awards
- Meilleur acteur : Robert Lindsay
- Meilleure série dramatique

RTS Television Award
- Meilleur acteur : Robert Lindsay